# 尼河畔卢瓦雷
尼河畔卢瓦雷（法語：Loiré-sur-Nie，法語發音：[lwaʁe syʁ ni]）是法国滨海夏朗德省的一个市镇，位于该省东部，属于圣让当热利区。

## 地理
尼河畔卢瓦雷（45°57'6"N, 0°17'3"W）面积14.4 平方千米，位于法国新阿基坦大区滨海夏朗德省，该省份为法国西部滨海省份，北起旺代省，西临大西洋，南至吉倫特省，东南接多爾多涅省，东北接德塞夫勒省接壤，东临夏朗德省。
与尼河畔卢瓦雷接壤的市镇（或旧市镇、城区）包括：谢博尼耶尔、日布尔讷、勒日克、内雷、维勒莫兰。

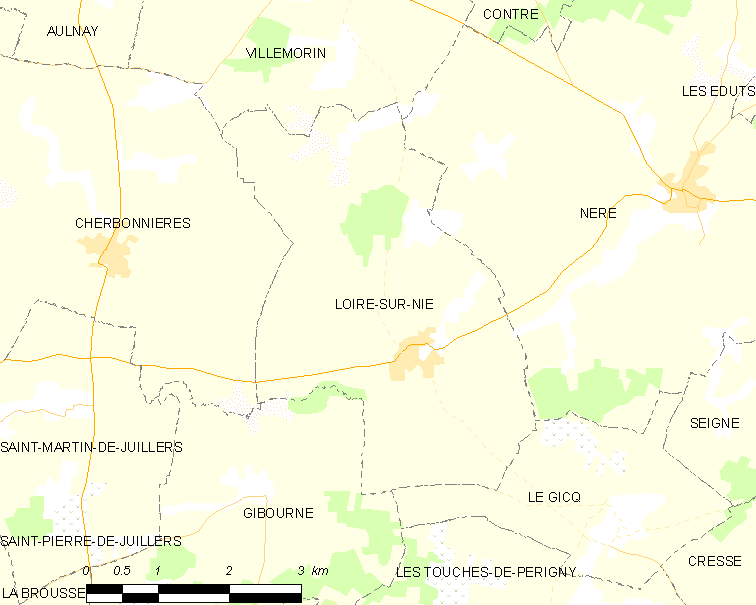
尼河畔卢瓦雷的OSM定位图

尼河畔卢瓦雷的时区为UTC+01:00、UTC+02:00（夏令时）。

## 行政
尼河畔卢瓦雷的邮政编码为17470，INSEE市镇编码为17206。

## 政治
尼河畔卢瓦雷所属的省级选区为马塔县。

## 人口

1962-2008年间尼河畔卢瓦雷人口变化图示

尼河畔卢瓦雷于2022年1月1日时的人口数量为284人。